# Boniewo
Boniewo è un comune rurale polacco del distretto di Włocławek, nel voivodato della Cuiavia-Pomerania.
Ricopre una superficie di 77,72 km² e nel 2004 contava 3 582 abitanti.